# Ajinomoto
Ajinomoto Co., Inc. (味の素株式会社 Ajinomoto Kabushiki gaisha?) este o companie japoneză de produse alimentare care produce condimente, uleiuri de gătit, alimente congelate, băuturi, îndulcitori, aminoacizi și produse farmaceutice.
Ajinomoto (味の素 aji no moto?, „esența gustului”) este denumirea comercială a produsului original din glutamat monosodic al companiei.
Sediul central al companiei este situat în sectorul Chuo al orașului Tokyo.